# أبلق مخطط برتقالي
أبلق مخطط برتقالي (الاسم العلمي: Oenanthe bifasciata) (بالإنجليزية: Buff-streaked Chat)‏ هو نوع من الطيور يتبع جنس الأبلق من فصيلة صائدات الذباب.

## وصلات خارجية
- Buff-streaked chat - Species text in The Atlas of Southern African Birds.